# Wolkenstein (Erzgebirge)
Wolkenstein este o comună din landul Saxonia, Germania.
1. ↑   https://www.statistik.sachsen.de/wahlen/kw/kw1994/kw94_index.htm Lipsește sau este vid: |title= (ajutor)
2. ↑  Alle politisch selbständigen Gemeinden mit ausgewählten Merkmalen am 31.12.2018 (4. Quartal) (în germană), Statistisches Bundesamt[*], arhivat din original la 10 martie 2019, accesat în 10 martie 2019